# Бондарь, Сергей Иванович (тренер)
Серге́й Ива́нович Бо́ндарь (род. 5 мая 1963, Рубежное, Луганская область, Украинская ССР, СССР) — советский и российский футболист, защитник; тренер и функционер.

## Карьера
Воспитанник ДЮСШ Рубежное. Окончил Смоленский государственный институт физической культуры (1988), кандидат педагогических наук.
В 1991—1994 годах выступал за команду «Знамя труда»/«Орехово» Орехово-Зуево в первой и второй российских лигах, а также второй низшей советской лиге, в 1995 году был главным тренером команды. В 1996—1997 годах играл во второй и третьей лигах за «Космос» Долгопрудный.
С 1997 года — на тренерской и административной работе. По состоянию на 2009 год имел тренерскую лицензию уровня «B». С 15 июня 2009 — заместитель генерального директора, спортивный директор ФК «Сатурн», с 1 января 2010 по 10 октября 2011 года — генеральный директор ФК «Сатурн-2». С 1 февраля 2011 по 30 июня 2012 года — главный тренер «Сатурна» (до 12 октября 2011 года команда называлась «Сатурн-2»).
В течение 2013—2015 годов был спортивным директором, заместителем директора УОР № 5 Егорьевск. Возглавлял также выступавшую в III дивизионе команду УОР № 5 (Егорьевск).
С июня 2015 года — главный тренер команды «Знамя Труда» (которую уже тренировал в 2006—2009 годах), через год объявил об своём уходе. С 3 июня 2016 по 2 ноября 2020 года — спортивный директор Футбольной национальной лиги, с 3 ноября 2020 по 9 октября 2021 года — советник президента ФНЛ. 12 января 2022 года стал главным тренером «Сатурна-2». 8 июня 2022 года оставил свой пост в связи с переходом на другую работу.
31 июля 2024 года стал главным тренером костромского «Спартака». 13 января 2025 года на должность главного тренера был назначен Евгений Таранухин, а Бондарь стал старшим тренером. 18 апреля 2025 года, во время прохождения клубом лицензирования для участия в Первой лиге, Бондарь был де-юре назначен главным тренером «Спартака», так как у Таранухина отсутствовала лицензия Pro.

## Достижения
- Серебряный призёр зоны «Запад» Второй лиги: 1992